# Антонио Ринкон
Антонио Рионкон (п. 1541), а също и Антоан дьо Ринкон, е испански дипломат на служба при френския крал Франсоа I.
Той служи като официален посланик на Франция в двора на Сюлейман Великолепни от 1538 до 1541. Назначен е за официален френски посланик в Константинопол на мястото на починалия през 1537 г. Жан дьо Ла Форе.
Само в периода 1530 – 1538 Ринкон няколко пъти посещава Османската империя като пратеник на френския крал със задачата да договори френско-османски търговски и военно-политически съюз срещу Свещената римска империя на Карл V.
Убит е със спътника си генуезеца Чезаре Фрегозо (Cesare Fregoso) в Риволи (Пиемонт, Италия) на път обратно към Константинопол през юли 1541 г.